# 曾子益
曾子益（1987年12月24日—），臺灣男演員。

## 電視劇
| 年份   | 頻道       | 劇名                        | 飾演          |
| 2011年 | 大愛電視台 | 《微笑面對》                | 陳逸民        |
| 2012年 | 大愛電視台 | 《陪你看天星》              | 李昀浩        |
| 2012年 | 大愛電視台 | 《白袍的約定》              | 洪碩穗        |
| 2012年 | 大愛電視台 | 《家好月圓》                | 楊中喜 楊兆權 |
| 2012年 | 大愛電視台 | 《心和萬事興》              | 林立騏        |
| 2013年 | 大愛電視台 | 《明天更美麗》              | 李敏聰        |
| 2013年 | 大愛電視台 | 《管爸的照相機》            | 小高          |
| 2013年 | 三立台灣台 | 《含笑食堂》                | 莊海瀚        |
| 2013年 | 大愛電視台 | 《愛在陽光下》              | 蔡昇航        |
| 2013年 | 大愛電視台 | 《心開運轉》                | 蘇卿躬 蘇侯銘 |
| 2014年 | 客家電視台 | 《在河左岸》                | 林悼祖        |
| 2014年 | 大愛電視台 | 《愛·重生》                 | 張峰斌        |
| 2015年 | 三立都會台 | 《他看她的第2眼》           | 徐大衛        |
| 2015年 | 大愛電視台 | 《美好心境界》              | 林孟緯        |
| 2016年 | 三立台灣台 | 《紫色大稻埕》              | 陳植棋        |
| 2016年 | 中視       | 《聶小倩》                  | 李必忠        |
| 2016年 | 台視       | 《700歲旅程》               | 王大偉        |
| 2017年 | 華視       | 《莒光園地-當我們同在一起》 | 趙百川        |
| 2018年 | 華視       | 《莒光園地-不堪回首》       | 洪大智        |
| 2018年 | 公視       | 《生死接線員》              | 陳志豪        |
| 2019年 | 華視       | 《我的阿北同學》            | 江子華        |
| 2020年 | 華視       | 《老姑婆的古董老菜單》      | 何文漢        |
| 2020年 | 台視       | 《生生世世》                | 趙英潔        |
| 2020年 | 三立台灣台 | 《羅雀高飛》                | 羅鵬          |
| 2021年 | 台視       | 《一個屋簷下》              | 李亞倫        |
| 2022年 | 民視       | 《市井豪門》                | 蔡振翔        |
| 2023年 | 公視       | 《牛車來去》                | 蔡來順        |
| 2023年 | 大愛電視台 | 《早點回家》                | 傑克          |
| 2024年 | 民視       | 《愛的榮耀》                | 蔡大富 江大富 |
| 2025年 | 民視       | 《好運來》                  | 楊克帆        |

### 網路劇
| 年 度 | 劇 名          | 集 數  | 飾 演    | 性 質  |
| ----- | -------------- | ------ | -------- | ------ |
| 2015  | 《恐懼事件簿》 | 第九集 | 公司職員 | 男主角 |

## 音樂作品

### 單曲
- 《走著走著變了樣》與 賴慧如合唱（收錄在賴慧如專輯 《若是拄著落雨天》）

## 廣告代言
- 《麥當勞大麥克 ─ 異口同聲篇》
- 《麥當勞大麥克 ─ ATM 篇》
- 《阿瘦皮鞋 ─ 好鞋底篇》
- 《遠傳電信 ─ 小資篇》
- 《巨匠電腦 ─ A 咖篇》
- 《立頓茗閒情 ─ 舒展篇》
- 《蕊那爽身噴霧》
- 《蒙牛冰棒 ─ 暢爽篇》中國大陸廣告
- 《必勝客-分享篇》中國大陸
- 《PIZZA HUT 哈燒捲》
- 《和運租車》
- 《金牌啤酒》
- 《新加坡水果飲料 Peel Fresh》
- 《飛柔洗髮乳》
- 《祥祥泡菜》

## MV
- Waterman 《美麗的臉》
- 黃宥傑  《傷愛罪》
- 陳大天《釣蝦》

## 舞台劇
- 《花木蘭》音樂劇
- 《蘭陵王》

### 學生製作劇情短片
- 《忘年人》崑山科技大學視訊傳播設計系第14屆畢業製作

- 《空殼Good take》飾演杜小威  朝陽科技大學傳播藝術系第20屆畢業製作

## 書籍
- 《質男幫》

## 獎項紀錄
| 年份   | 頒獎典禮           | 獎項         | 作品     | 角色   | 結果 |
| ------ | ------------------ | ------------ | -------- | ------ | ---- |
| 2023年 | 第28屆亞洲電視大獎 | 最佳男配角獎 | 市井豪門 | 蔡振翔 | 提名 |

## 外部連結
- 曾子益的Facebook專頁
- 曾子益Instagram的Instagram帳戶
- 曾子益在互联网电影资料库（IMDb）上的資料（英文）

1. ↑  戴淑芳. . 中華日報. 2024-11-05  [2024-11-06].